# Campeonato Mundial de Remo de 2016
El XLVI Campeonato Mundial de Remo se celebró en Róterdam (Países Bajos) entre el 22 y el 27 de agosto de 2016 bajo la organización de la Federación Internacional de Sociedades de Remo (FISA) y la Federación Neerlandesa de Remo.
Las competiciones se realizaron en el Canal de Guillermo Alejandro, ubicado al norte de la ciudad holandesa. Sólo se compitió en las categorías no olímpicas.

## Medallistas

### Masculino
| Evento                               | Oro                                                                                        | Plata                                                                               | Bronce                                                                                               |
| ------------------------------------ | ------------------------------------------------------------------------------------------ | ----------------------------------------------------------------------------------- | --- |
| Dos con timonel M2+ (27.08)          | Oliver Cook Callum McBrierty Henry Fieldman (t) Reino Unido 7:29,690                       | Andrew Stewart-Jones · Benjamin De Wit · Kevin Chung (t) · Canadá · 7:32,050        | Mario Paonessa · Vincenzo Capelli · Andrea Riva (t) · Italia · 7:32,220                              |
| Scull individual ligero LM1X (27.08) | Paul O'Donovan Irlanda 7:32,840                                                            | Péter Galambos · Hungría · 7:36,950                                                 | Lukáš Babač · Eslovaquia · 7:38,890                                                                  |
| Cuatro scull ligero LM4X (27.08)     | Patrik Stöcker · Florian Roller · Johannes Ursprung · Cedric Kulbach · Alemania · 6:23,090 | François Teroin Damien Piqueras Maxime Demontfaucon Morgan Maunoir Francia 6:24,720 | Yeoryos Kónsolas · Spyridon Yánnaros · Panayotis Magdanís · Eleftherios Kónsolas · Grecia · 6:26,580 |
| Dos sin timonel ligero LM2- (27.08)  | Augustin Mouterde Alexis Guérinot Francia 7:14,180                                         | Emil Espensen Jens Vilhelmsen Dinamarca 7:15,300                                    | Joel Cassells Sam Scrimgeour Reino Unido 7:16,490                                                    |

## Medallero
| Núm. | País           | Oro | Plata | Bronce | Total |
| ---- | -------------- | --- | ----- | ------ | ----- |
| 1    | Reino Unido    | 3   | 0     | 1      | 4     |
| 2    | Alemania       | 1   | 1     | 1      | 3     |
| 3    | Francia        | 1   | 1     | 0      | 2     |
| 4    | Irlanda        | 1   | 0     | 0      | 1     |
| 4    | Nueva Zelanda  | 1   | 0     | 0      | 1     |
| 6    | Canadá         | 0   | 1     | 1      | 2     |
| 7    | Dinamarca      | 0   | 1     | 0      | 1     |
| 7    | Estados Unidos | 0   | 1     | 0      | 1     |
| 7    | Hungría        | 0   | 1     | 0      | 1     |
| 7    | Suecia         | 0   | 1     | 0      | 1     |
| 11   | China          | 0   | 0     | 1      | 1     |
| 11   | Eslovaquia     | 0   | 0     | 1      | 1     |
| 11   | Grecia         | 0   | 0     | 1      | 1     |
| 11   | Italia         | 0   | 0     | 1      | 1     |
|      | TOTAL          | 7   | 7     | 7      | 21    |